# Dublje (Trstenik)
Pour les articles homonymes, voir Dublje (homonymie).
Dublje (en serbe cyrillique : Дубље) est un village de Serbie situé dans la municipalité de Trstenik, district de Rasina. Au recensement de 2011, il comptait 449 habitants.

## Démographie

### Évolution historique de la population
| 1948 | 1953 | 1961 | 1971 | 1981 | 1991 | 2002 | 2011 |
| ---- | ---- | ---- | ---- | ---- | ---- | ---- | ---- |
| 785  | 630  | 648  | 572  | 587  | 539  | 492  | 449  |

|  |